# أغولو
بلدية أغولو (بالإسبانية: Agulo) هي بلدية تقع على الساحل الشمالي لجزيرة كومارا في مقاطعة سانتا كروث دي تينيريفه التابعة لمنطقة جزر الكناري جنوب غرب إسبانيا ، على بعد 13 كم من بلدية سان سيباستيان دي لا غومير. بلغ عدد سكانها بحسب إحصاءات سنة 2013 ما يقارب 1100 نسمة.

## الديموغرافيا
بلغ عدد سكان بلدية أغولو 1.202 نسمة عام 2011 (وفقاً للمعهد الوطني للإحصاء الإسباني).
| 1.157 | 1.100 | 1.136 | 1.207 | 1.174 | 1.200 | 1.202 |

## معرض صور

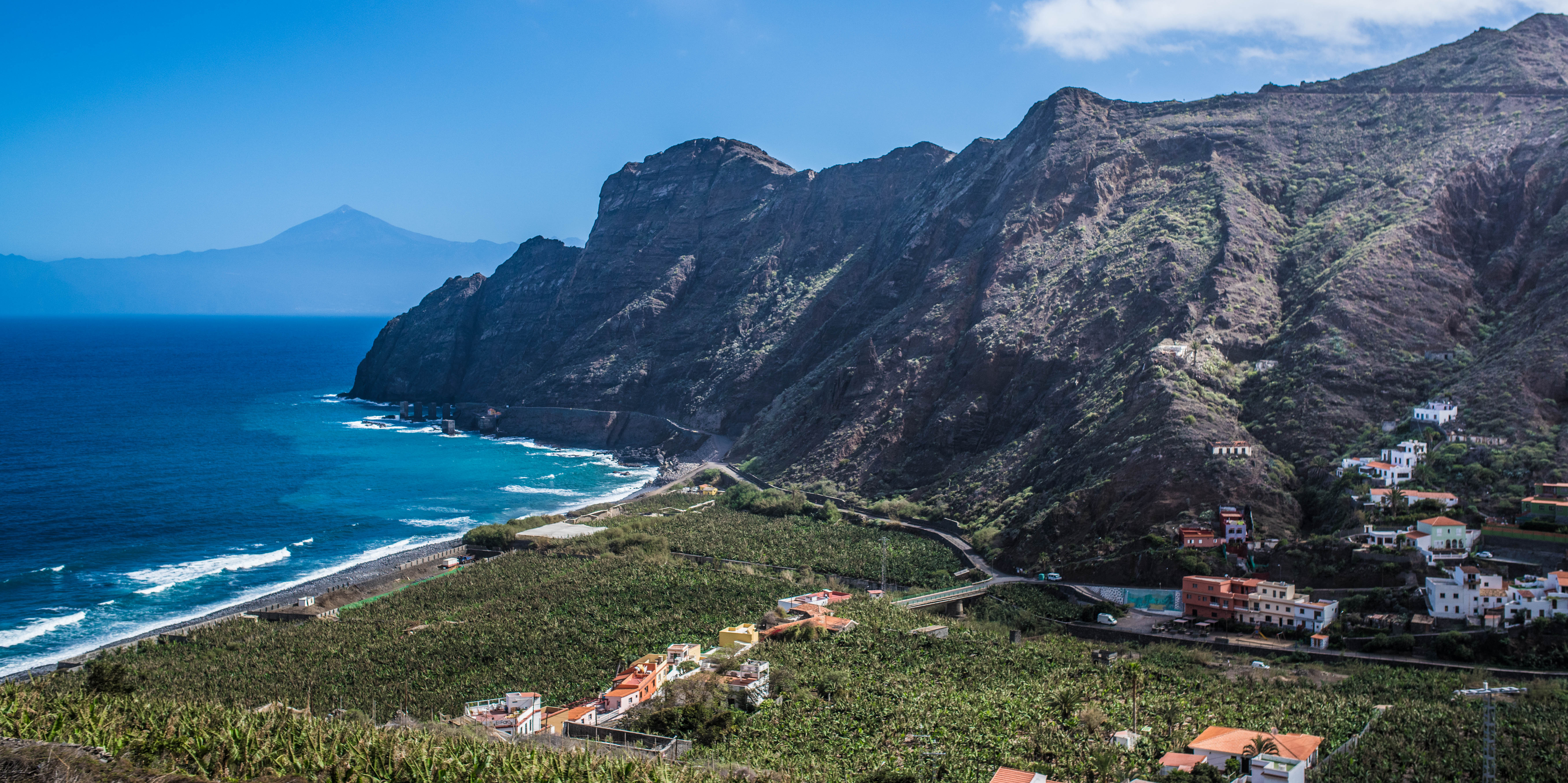
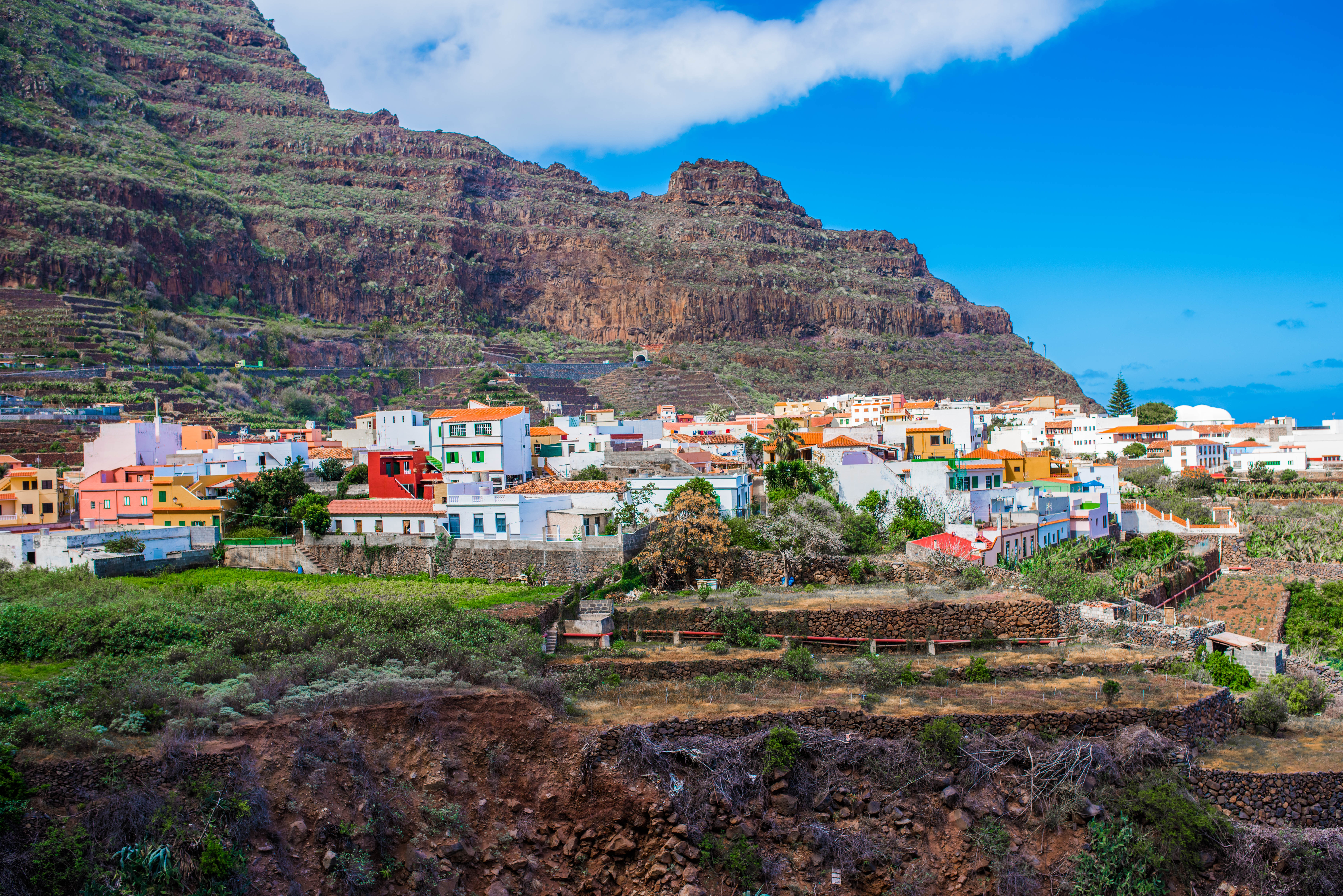
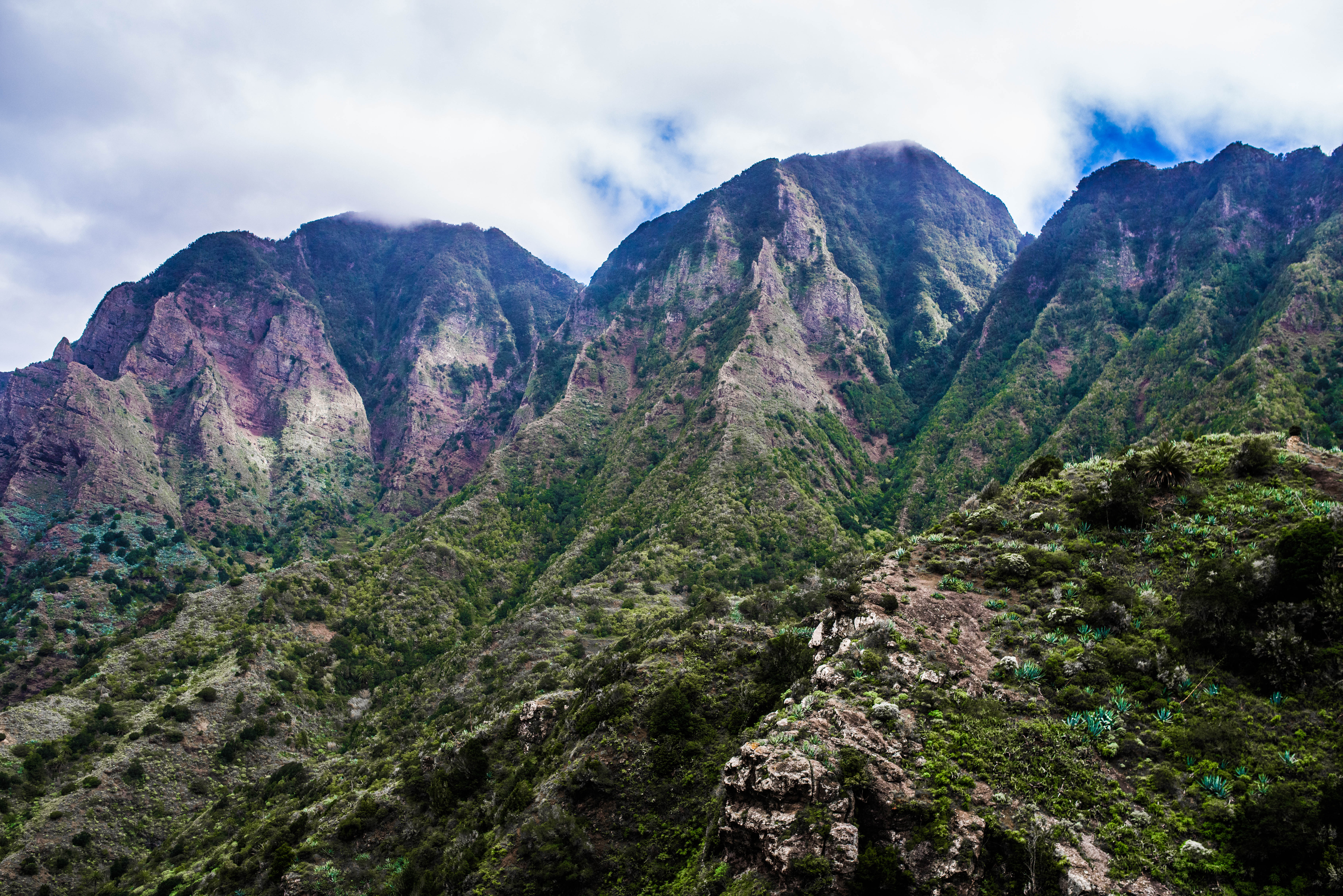
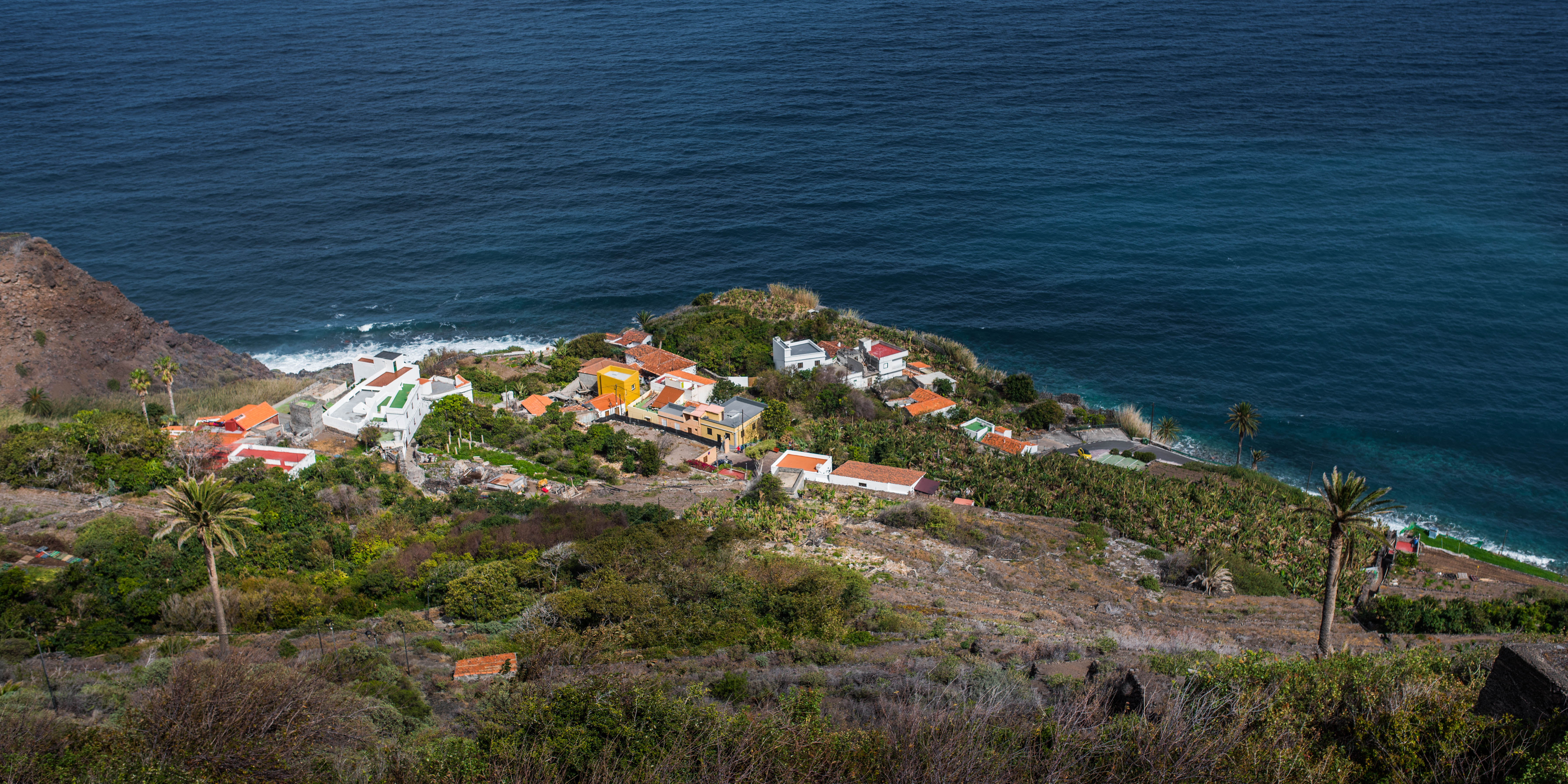
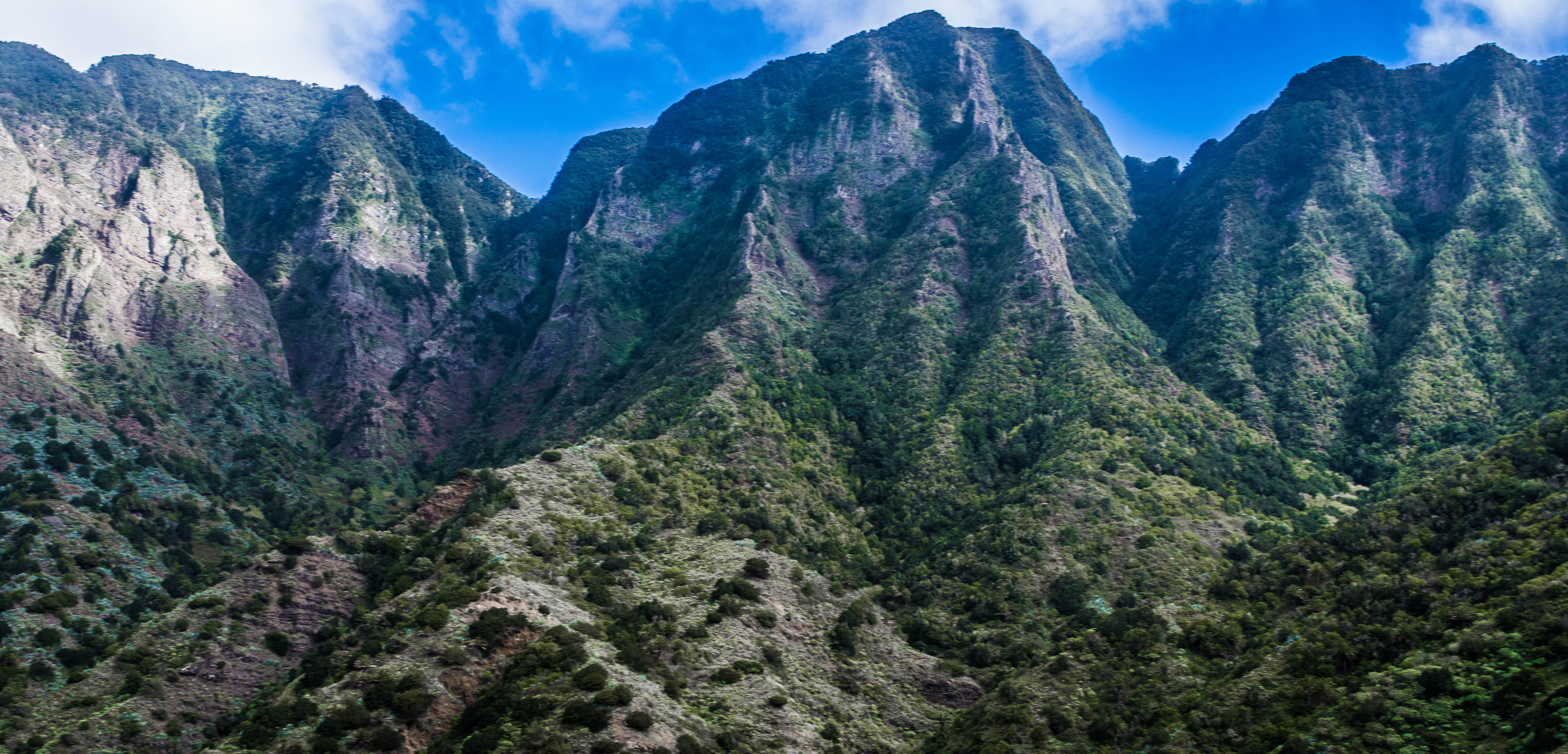